# Bomberos de Chile
Bomberos de Chile corresponde a la institución que agrupa a los Cuerpos de bomberos del país, formados íntegramente por voluntarios.
Los bomberos en Chile celebran su aniversario el 30 de junio, en conmemoración a la fundación la primera institución del tipo en Chile, el Cuerpo de Bomberos de Valparaíso, en 1851.

## Historia

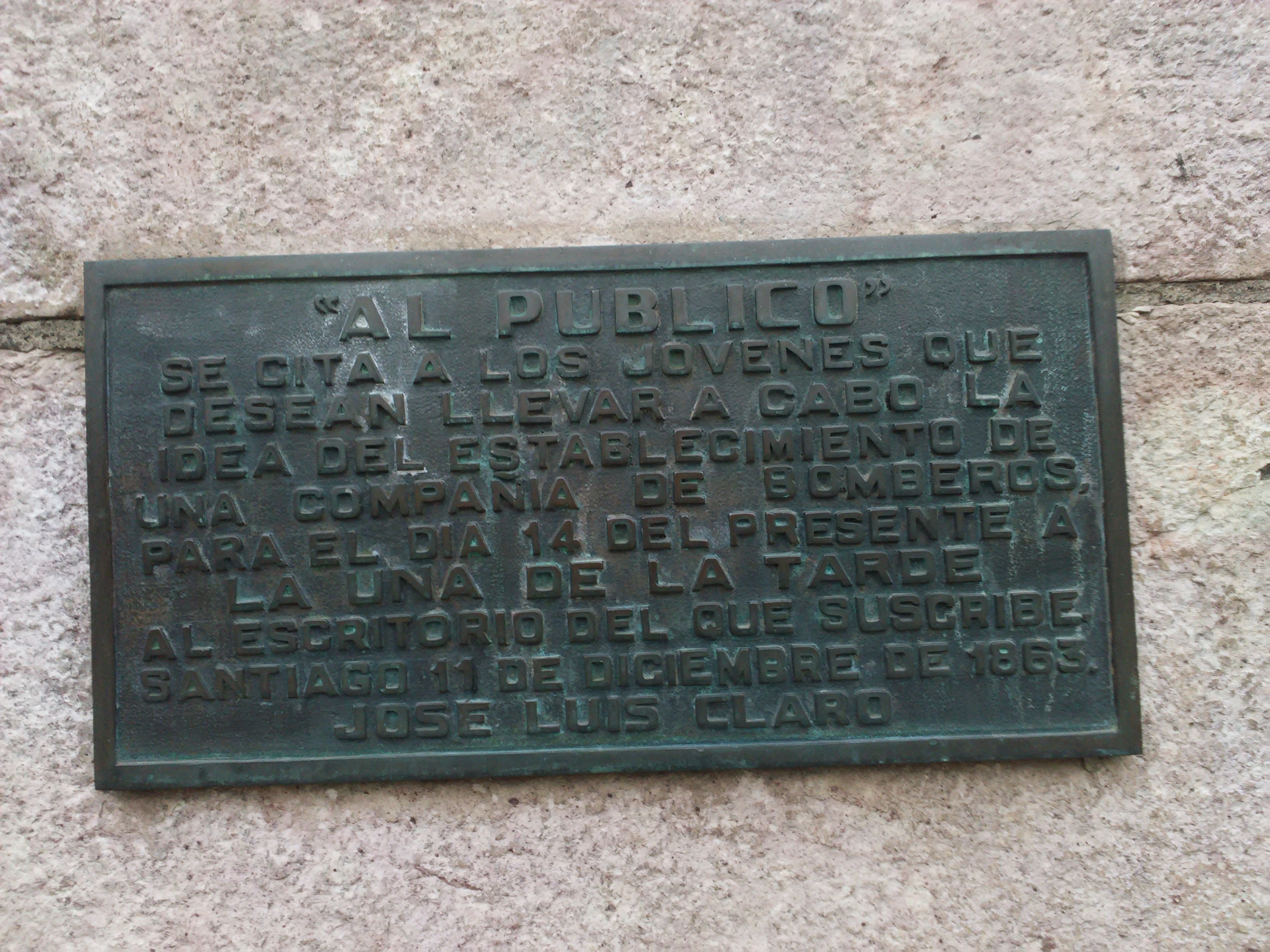
Placa en el monumento de la Iglesia de la Compañía recordando el primer llamado a voluntarios para conformar los Bomberos de Santiago, en 1863.

Hacia la medianoche del 15 de diciembre de 1850, en una cigarrería de la calle Cruz de Reyes en Valparaíso estalló un incendio que se propagó rápidamente a las casas colindantes. Los propios vecinos trataron de contener el fuego y el propio Intendente de la época, almirante Manuel Blanco Encalada, participó en las tareas de salvamento, mientras el fuego arrasaba bodegas, casas y rancheríos. La ayuda de las bombas y la tripulación de dos barcos de guerra, uno francés y el otro inglés, se sumaron a los esfuerzos de los moradores y del cuerpo de cívicos, especie de conscripción de la época. El siniestro logró ser sofocado al día siguiente, no obstante en la noche cuando los combatientes se habían retirado, el fuego reapareció, repitiéndose el trabajo de la noche anterior.
Al día siguiente del siniestro el Diario El Mercurio informa de la "necesidad de organizar de antemano el trabajo de los incendios", llamado que encontró eco en un grupo de connotados vecinos que se reunieron el 19 de diciembre en la sala de la Intendencia, presidida por Santiago Melo (subrogante del intendente Manuel Blanco Encalada), donde los vecinos asistentes decidieron crear una comisión organizadora que propusiera medidas para combatir los incendios. Esta comisión tuvo la función primera de solicitar los fondos necesarios a las autoridades, además de tomar algunas medidas preventivas para evitar los incendios, como lo era la limpieza de chimeneas y una mayor vigilancia policial.
Posteriormente se incorporaron otros vecinos a las comisiones de organización y financiamiento; una estaba a cargo de formar definitivamente la organización de los bomberos voluntarios. La otra a cargo del financiamiento y adquisición del material necesario para la creación de las primeras compañías.
Con el eficiente trabajo de los vecinos que conformaron las distintas comisiones, más el decidido apoyo de las autoridades locales, se convoca a una asamblea general:

“Bomba de incendio: la comisión nombrada para organizar los Cuerpos Independientes de Bomberos, suplican a todos los que se han suscrito en algunas de las listas, como a los que sin estar suscritos, desean formar parte en la formación de los Cuerpos, se reúnan el miércoles próximo 30 de abril a las ocho de la noche en el teatro de La Victoria. Las listas se hallan en las casas de los comisionados Juan Brown, Eduardo Mickle, Otto Ude y Guillermo Miuller”.

Así rezaba el aviso publicado en el diario El Mercurio de Valparaíso, para convocar a la comunidad a la formación del que sería el Primer Cuerpo de Bomberos de Chile, que comenzó a operar oficialmente el 30 de junio de ese año con cuatro compañías.

### Incendio de la Iglesia de la Compañía

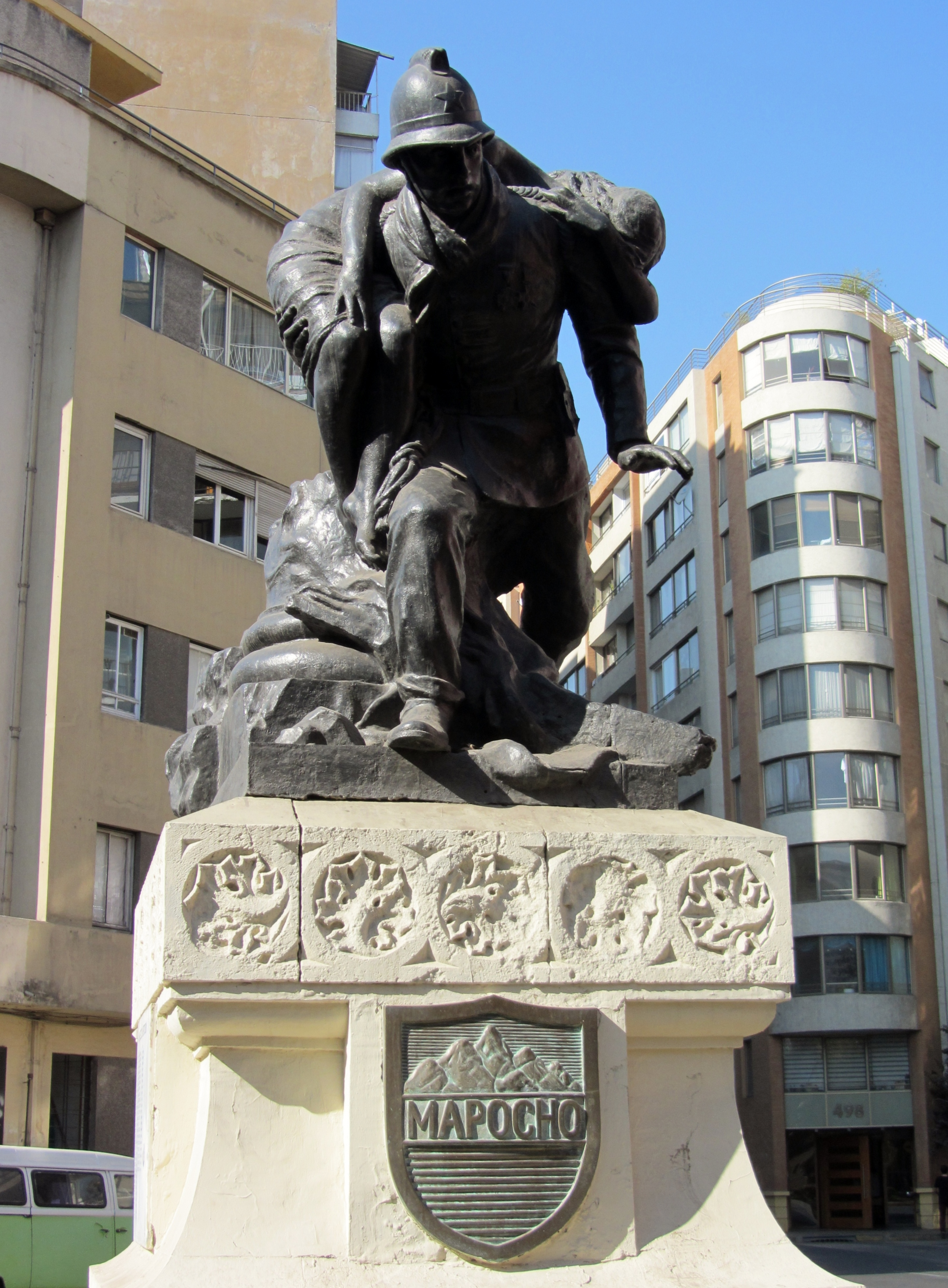
Monumento al Bombero voluntario, instalado en 1913 por la Municipalidad de Santiago.

El incendio de la Iglesia de la Compañía de Jesús ha sido «la catástrofe más grave» en la historia de Santiago,, y por su magnitud ha sido considerado uno de los peores de la historia moderna. Este incendio «causó en todo el mundo una sensacion [sic] profunda» y «[en el extranjero,] hizo conocer a Chile más que toda su historia anterior».. Ocurrió al atardecer del martes 8 de diciembre de 1863, durante la clausura de la festividad religiosa conocida como «mes de María», y afectó al antiguo templo jesuita, originalmente construido entre 1595 y 1631. En poco más de una hora, el incendio dejó el templo en ruinas y causó «cerca de dos mil» muertos principalmente mujeres y niños. Por iniciativa ciudadana, se creó el Cuerpo de Bomberos de Santiago.
Pasaba el tiempo y otras localidades emulaban la iniciativa de tener sus propios cuerpos de bomberos, es así como entre 1851 y 1899, surgieron 38 Cuerpos, los cuales se financiaban gracias a su prestigio ante la comunidad y a la solvencia económica de sus miembros, lo que les permitía adquirir modernos equipos.
Entre 1930 y 1970, surgen 177 nuevos Cuerpos, pero estos ya no cuentan con la rica aristocracia del siglo XIX, sino que con hombres que provienen de la naciente clase media, lo que dificulta su financiamiento con la contribución de sus propios miembros y comienzan a depender, cada vez más, de los eventuales aportes externos anuales.

### Junta Nacional de Bomberos de Chile
Hacia fines de la década de 1960, la situación de financiamiento de la mayor parte de los cuerpos de bomberos surgidos en este siglo, e incluso de algunos de los más grandes y antiguos, era francamente crítica.
Era manifiesta la carencia de carros y equipos, lo que a su vez, hacía perder la motivación a los voluntarios y por ende dificultaba la captación de nuevos integrantes a las filas.
En este marco, el entonces Superintendente del cuerpo Bomberos de Santiago Don Guillermo Morales Beltrami, manifiesta la urgente e inexcusable necesidad de gestar una estructura nacional, que uniera y representara los esfuerzos y necesidades de los distintos cuerpos, bajo la común aspiración de servir más y mejor.
Lo anterior comienza ser difundido y materializado el 19 de junio de 1968, fecha en la cual se realiza la primera reunión de Superintendente de cuerpo de Bomberos de la provincia de Santiago, instancia presidida por el superintendente Morales Beltrami.
Dicha reunión ha sido concebida, como el primer paso en la consolidación de una estructura nacional, capaz de dar respuesta a los diversos problemas que aquejaban a la institución y capaz de proyectarse en el tiempo con una fortaleza que explica su plena vigencia hasta el día de hoy.
Finalmente, el 30 de junio de 1970 surge la denominada Junta Coordinadora, actualmente la Junta nacional de bomberos de Chile.
El 1 de junio de 1988 se funda la Academia Nacional de Bomberos de Chile (ANB), institución de formación y capacitación que fija el estándar de Capacitación y de Entrenamiento de Bomberos en Chile.
El 29 de mayo de 2015, por mandato del art. 13 de la ley 20.564, se crea el "Sistema Nacional de Operaciones", SNO (No confundir con el Sistema Nacional de Bomberos, que consiste en la Junta Nacional y los 314 cuerpos de bomberos). El SNO es el órgano dependiente de la Junta Nacional de Cuerpos de Bomberos de Chile encargado de:
- La coordinación y movilización de recursos cuando se sobrepasan las capacidades regionales en un incidente.
- La acreditación de equipos especializados, según su área de acción, mediante los estándares señalados por los Grupos de Trabajo Operacional (GTO)

Actualmente el SNO posee cinco grupos de trabajo operacional:
- USAR
- Incendios Forestales
- Rescate subacuático
- Rescate Agreste
- Materiales peligrosos

## Organización
El núcleo local básico de los Bomberos de Chile es el Cuerpo de Bomberos. Cada uno de ellos es una corporación privada, con personalidad jurídica y estatutos propios. La Junta Nacional de Bomberos de Chile alberga a 313 Cuerpos de Bomberos en todo el país.
Cada Cuerpo de Bomberos desarrolla sus actividades en una o varias comunas del país, como también existen varios Cuerpos de Bomberos en una sola comuna. A su vez, cada cuerpo está conformado por Compañías de Bomberos.

### Presidentes de la Junta Nacional de Bomberos de Chile
Presidentes de Bomberos de Chile:
| Presidencia | Nombre                     | Periodo         |
| ----------- | -------------------------- | --------------- |
| I           | Guillermo Morales Beltramí | 1970            |
| II          | Octavio Hinzpeter Blumsak  | 1970-2006       |
| III         | Miguel Reyes Núñez         | 2006-2018       |
| IV          | Raúl Bustos Zavala         | 2018-2022       |
| V           | Juan Carlos Field Bravo    | 2022-actualidad |

## Premios y reconocimientos
- Distinción Personas y Desarrollo conferida en el marco del Congreso Percade 2013.